# Kanton Coussey
Der Kanton Coussey war bis 2015 ein französischer Wahlkreis im Arrondissement Neufchâteau, im Département Vosges und in der Region Lothringen; sein Hauptort war Coussey. Letzter Vertreter im Generalrat des Départements war von 2001 bis 2015 Claude Philippe (zunächst DVD, nun UMP). 

## Lage
Der Kanton lag ganz im Nordwesten des Départements Vosges. 

Lage des Kantons Coussey innerhalb des Arrondissements Neufchâteau

## Gemeinden
Der Kanton bestand aus 21 Gemeinden:
| Gemeinde                   | Einwohner Jahr | Fläche km² | Bevölkerungsdichte | Code INSEE | Postleitzahl |
| -------------------------- | -------------- | ---------- | ------------------ | ---------- | ------------ |
| Autigny-la-Tour            | 174 (2013)     | 15,86      | 11 Einw./km²       | 88019      | 88300        |
| Autreville                 | 168 (2013)     | 11,09      | 15 Einw./km²       | 88020      | 88300        |
| Avranville                 | 78 (2013)      | 10,89      | 7 Einw./km²        | 88025      | 88630        |
| Chermisey                  | 102 (2013)     | 10,75      | 9 Einw./km²        | 88102      | 88630        |
| Clérey-la-Côte             | 32 (2013)      | 3,18       | 10 Einw./km²       | 88107      | 88630        |
| Coussey                    | 739 (2013)     | 16,02      | 46 Einw./km²       | 88118      | 88630        |
| Domrémy-la-Pucelle         | 126 (2013)     | 8,99       | 14 Einw./km²       | 88154      | 88630        |
| Frebécourt                 | 303 (2013)     | 10,53      | 29 Einw./km²       | 88183      | 88630        |
| Greux                      | 170 (2013)     | 8,04       | 21 Einw./km²       | 88219      | 88630        |
| Harmonville                | 232 (2013)     | 15,13      | 15 Einw./km²       | 88232      | 88300        |
| Jubainville                | 88 (2013)      | 4,33       | 20 Einw./km²       | 88255      | 88630        |
| Martigny-les-Gerbonvaux    | 121 (2013)     | 9,04       | 13 Einw./km²       | 88290      | 88300        |
| Maxey-sur-Meuse            | 244 (2013)     | 10,77      | 23 Einw./km²       | 88293      | 88630        |
| Midrevaux                  | 207 (2013)     | 14,29      | 14 Einw./km²       | 88303      | 88630        |
| Moncel-sur-Vair            | 211 (2013)     | 7,3        | 29 Einw./km²       | 88305      | 88630        |
| Punerot                    | 173 (2013)     | 13,77      | 13 Einw./km²       | 88363      | 88630        |
| Ruppes                     | 123 (2013)     | 7,44       | 17 Einw./km²       | 88407      | 88630        |
| Seraumont                  | 48 (2013)      | 10,29      | 5 Einw./km²        | 88453      | 88630        |
| Sionne                     | 145 (2013)     | 11,79      | 12 Einw./km²       | 88457      | 88630        |
| Soulosse-sous-Saint-Élophe | 637 (2013)     | 19,32      | 33 Einw./km²       | 88460      | 88630        |
| Tranqueville-Graux         | 92 (2013)      | 14,94      | 6 Einw./km²        | 88478      | 88300        |

## Bevölkerungsentwicklung
| 1962 | 1968 | 1975 | 1982 | 1990 | 1999 | 2006 | 2012 |
| ---- | ---- | ---- | ---- | ---- | ---- | ---- | ---- |
| 3693 | 3943 | 3804 | 3979 | 3991 | 4002 | 4104 | 4209 |